# Michael Bublé Meets Madison Square Garden
Michael Bublé Meets Madison Square Garden è il terzo album live del cantante canadese Michael Bublé, pubblicato il 15 giugno 2009 dalla Warner Music.
L'album è composto da un CD ed un DVD: nel CD sono contenute le tracce registrate durante il concerto al Madison Square Garden di New York, nel DVD sono presenti interviste, backstage e parte del concerto.

## Tracce

### CD
1. I'm Your Man - 4:41
2. Me and Mrs Jones - 4:35
3. Call Me Irresponsible - 3:03
4. I've Got the World on a String - 3:23
5. Lost - 3:56
6. Feeling Good - 4:44
7. Home - 4:37
8. Everything - 3:36
9. Crazy Little Thing Called Love - 5:09
10. Song for You - 6:05

Note: 

### DVD
- 60 minuti circa tra interviste, backstage e alcune canzoni del concerto tenutosi al MSG (uno dei più grandi eventi della carriera del cantante).